# Benjamin Zephaniah
Benjamin Obadiah Iqbal Zephaniah [béndžamin obadíja ikbál zefanája], angleški pisatelj, glasbenik in pesnik duba, * 15. april 1958, Handsworth, predmestje Birminghama, Anglija, Združeno kraljestvo, † 7. december 2023.

## Življenje
Zephaniah je leta 1968 prvič nastopil v cerkvi v Handsworthu in do leta 1973 je v svojem rojstnem mestu postal dobro znan.
Svojo prvo knjigo pesmi Ritem obora (Pen Rhythm) je objavil leta 1980. Knjigo so dobro sprejeli in so jo dvakrat ponatisnili. Njegov prvenec Rasta, ki ga je posvetil tudi Nelsonu Mandeli, mu je prinesel mednarodno priznanje. Uvrstil se je tudi na vrh pop lestvic v tedanji Jugoslaviji. Zephaniah je nastopil tudi v Ljubljani.
Nekdanji dolgoletni zapornik zaradi zloglasne politike apartheida v Južni Afriki in izvoljeni predsednik Mandela ga je leta 1996 povabil na predsedniški koncert Two Nations v londonski dvorani Royal Albert Hall.
Leta 2003 je Zephaniah odklonil viteški red britanskega imperija, ki ga podeljuje kraljica Elizabeta II., ker ga spominja na »tisoč let krutosti, na posiljevanja njegovih babic in surovo ravnanje z njegovimi predniki.« To je bilo nenavadno, ker zavračanje te časti javno ni ravno v navadi. Osebno pa nima nič proti angleški kraljici in pravi, »da je sicer malo toga, vendar je drugače prijetna starejša gospa«.
Zephaniah je strog vegetarijanec in pokrovitelj britanskega Vegetarijanskega društva (Vegan Society). Je tudi dolgoletni navijač birminghamskega nogometnega moštva Aston Villa.
Rad se ukvarja z joggingom, kung fujem, nogometom, zbira stare bankovce in raziskuje gozdove. Večina njegovih prijateljev so živali in tudi rad piše za otroke. Živi v East Endu, vzhodnem predelu Londona ob štadionu nogometnega moštva West Ham United, vendar še vedno podpira moštvo Aston Villa.

## Diskografija
- Dub Ranting (1982)
- Rasta (1983)
- Big Boys Don't Make Girls Cry (1984)
- Free South Africa (1986)
- Us An Dem (1990)
- Crisis (1992)
- Back To Roots (1995)
- Belly Of De Beast (1996)
- Dancing Tribes (z Back to Base). (Single) (MP Records, 1999)
- Illegal (s Swayzakom). (Single) (Medicine Label, 2000)
- Naked (One Little Indian Records, 2004)
- Open Wide s Dubioza kolektiv (Single), (2004)
- Dancing in the Moonlight

## Izbrana dela
- Ritem obora (Pen Rhythm) (1980),
- Strašljiva zadeva (The Dread Affair),
- Rastin čas v Palestini (Rasta Time In Palestine),
- Mestni psalmi (City Psalms),
- Govoreči purani (Talking Turkeys), otroška,
- Boječa piščeta (Funky Chickens), otroška,
- Propa propaganda (Propa Propaganda),
- Preveč črni, preveč močni (Too Black, Too Strong),
- Obraz (Face), otroška,
- Begunček (Refuge Boy), otroška,
- Zlobni svet (Wicked World), otroška,
- Gangsterski rap (Gangsta Rap), otroška – v ožjem izboru za Manchestersko knjižno nagrado 2006.